# Нова Шипка
Но́ва Ши́пка (болг. Нова Шипка) — село у Варненській області Болгарії. Входить до складу общини Долішній Чифлик.

## Населення
За даними перепису населення 2011 року у селі проживали 258 осіб.
Національний склад населення села:
| Національність   | Кількість осіб | Відсоток |
| ---------------- | -------------- | -------- |
| болгари          | 216            | 90,0%    |
| цигани           | 17             | 7,1%     |
| турки            | 7              | 2,9%     |
| інша             | 0              | 0%       |
| не визначились   | 0              | 0%       |
| Всього відповіли | 240            |          |

Розподіл населення за віком у 2011 році:
Динаміка населення: